# JR貨物UT6C形コンテナ

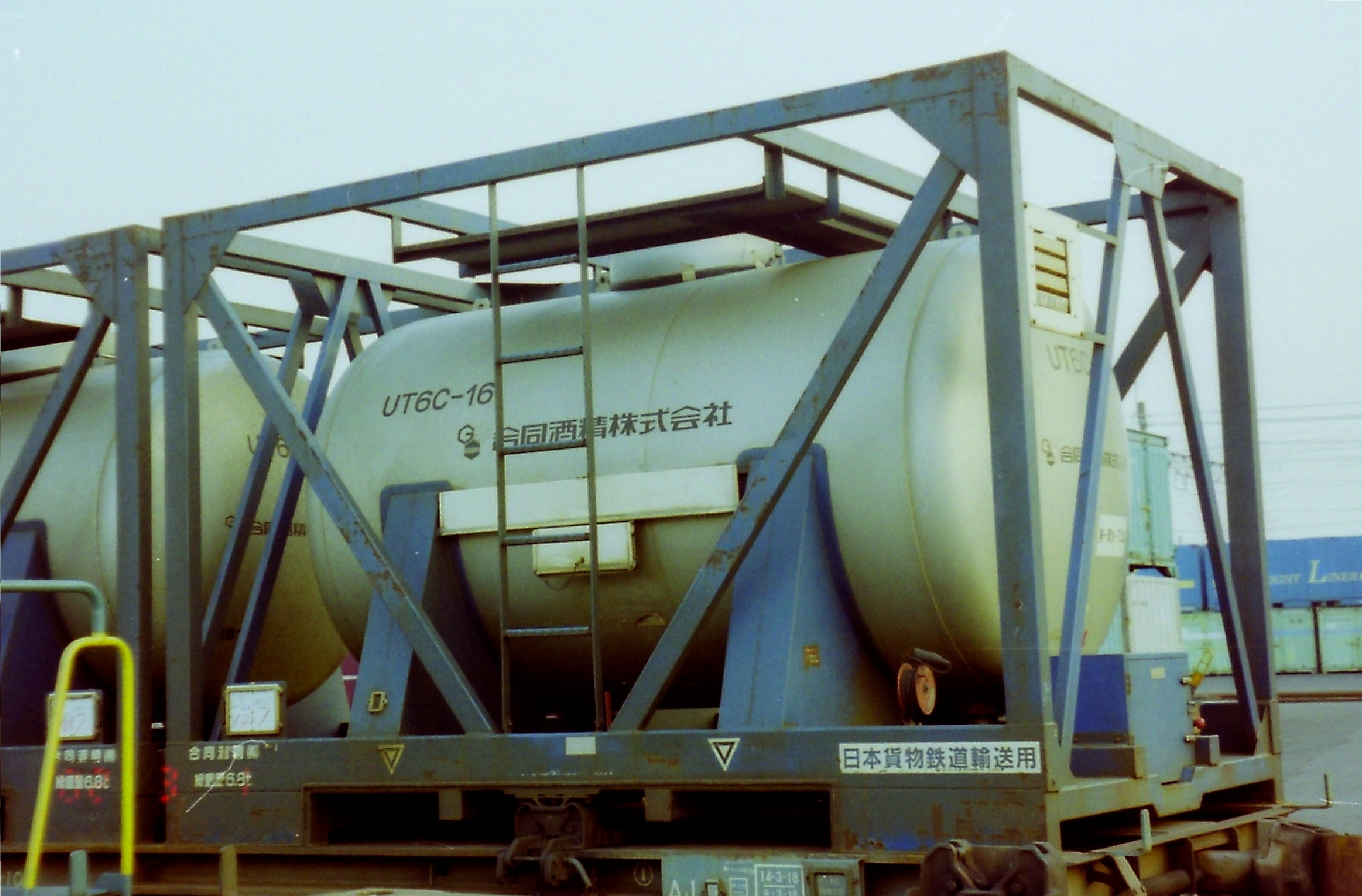
UT6C-16（埼玉／越谷貨物ターミナル。
（2002年3月1日撮影。）

UT6C形コンテナ（UT6C形コンテナ）は、日本貨物鉄道（JR貨物）輸送用として籍を編入している12ft私有コンテナ（タンクコンテナ）である（タンクコンテナ）である。
1990年度より製造された。
形式の数字部位 「 6 」は、コンテナの容積を元に決定される。このコンテナ容積6㎥の算出は、厳密には端数四捨五入計算の為に、内容積5.5 - 6.4㎥の間に属するコンテナが対象となる。また形式末尾のアルファベット一桁部位 「 C 」は、コンテナの使用用途（主たる目的）が 「 危険品の輸送 」を表す記号として付与されている。

## 番台毎の概要

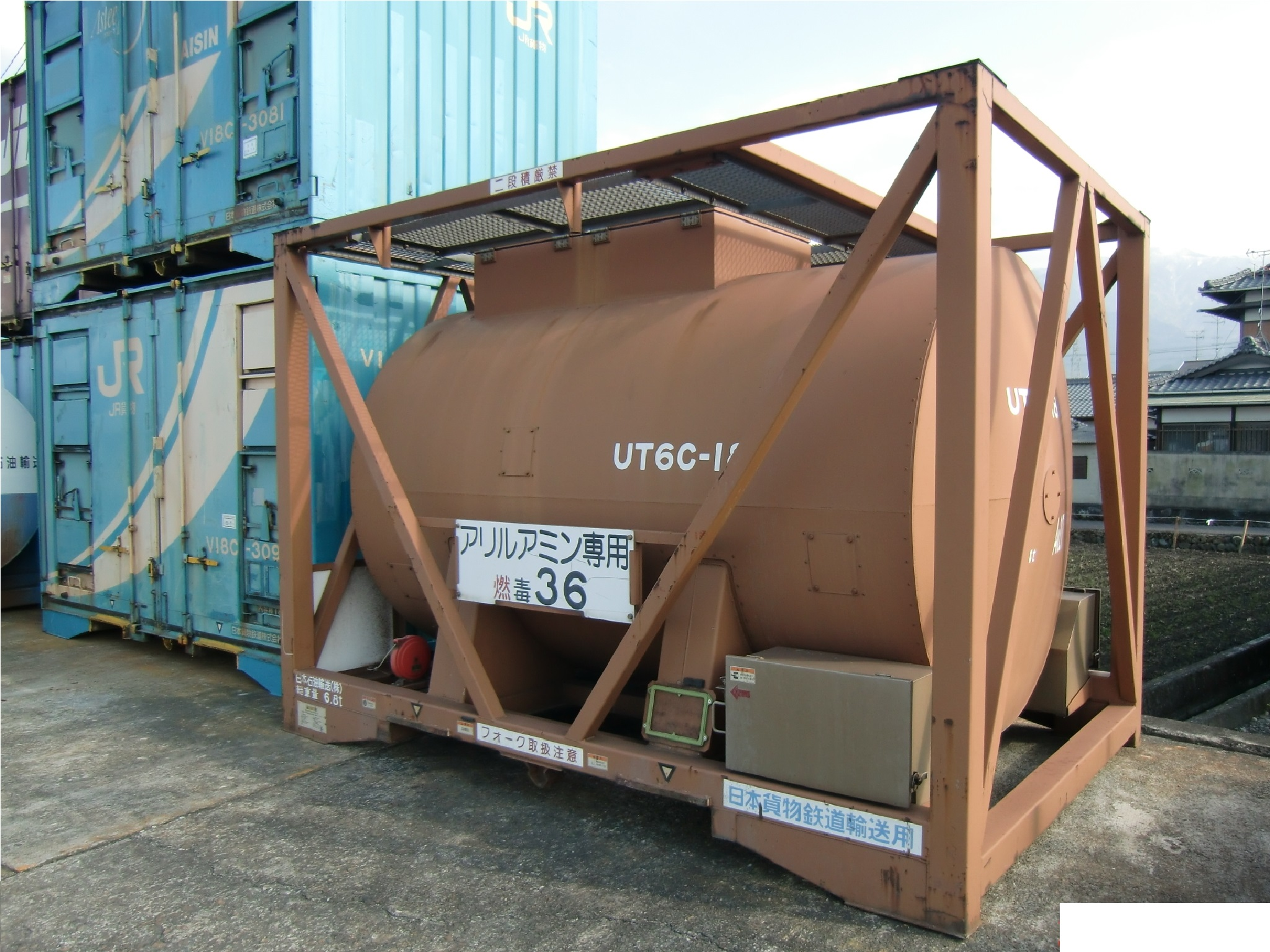
UT6C-18 ＪＯＴ日本石油輸送所有。 愛媛／新居浜駅（2010年2月20日撮影）。

1
日本陸運産業所有。ダイセル化学借受。ＡＯＥ－Ｘ２４専用。総重量6.8t。
2 - 3
内外輸送所有。アルコール専用。総重量6.8t。
4 - 5
日本陸運産業所有／新日鐵化学借受。ジビニルベンゼン専用。総重量6.8t。

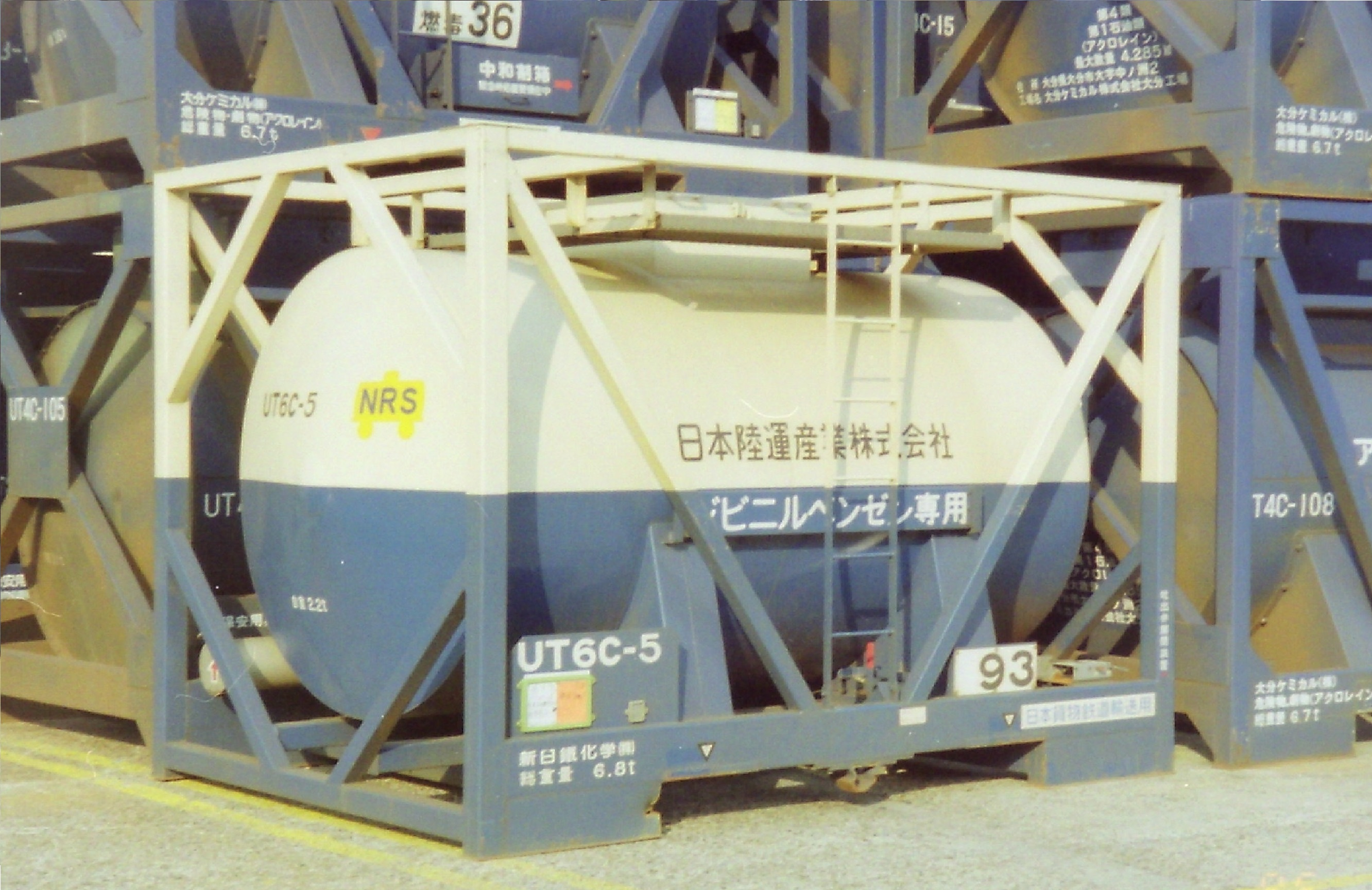
UT6C-5 ＮＲＳ日本陸運産業所有／（新日鐵化学借受）。 西大分駅（1995年4月6日撮影）。

6 - 17
合同酒精所有。酒類専用。総重量6.8t。

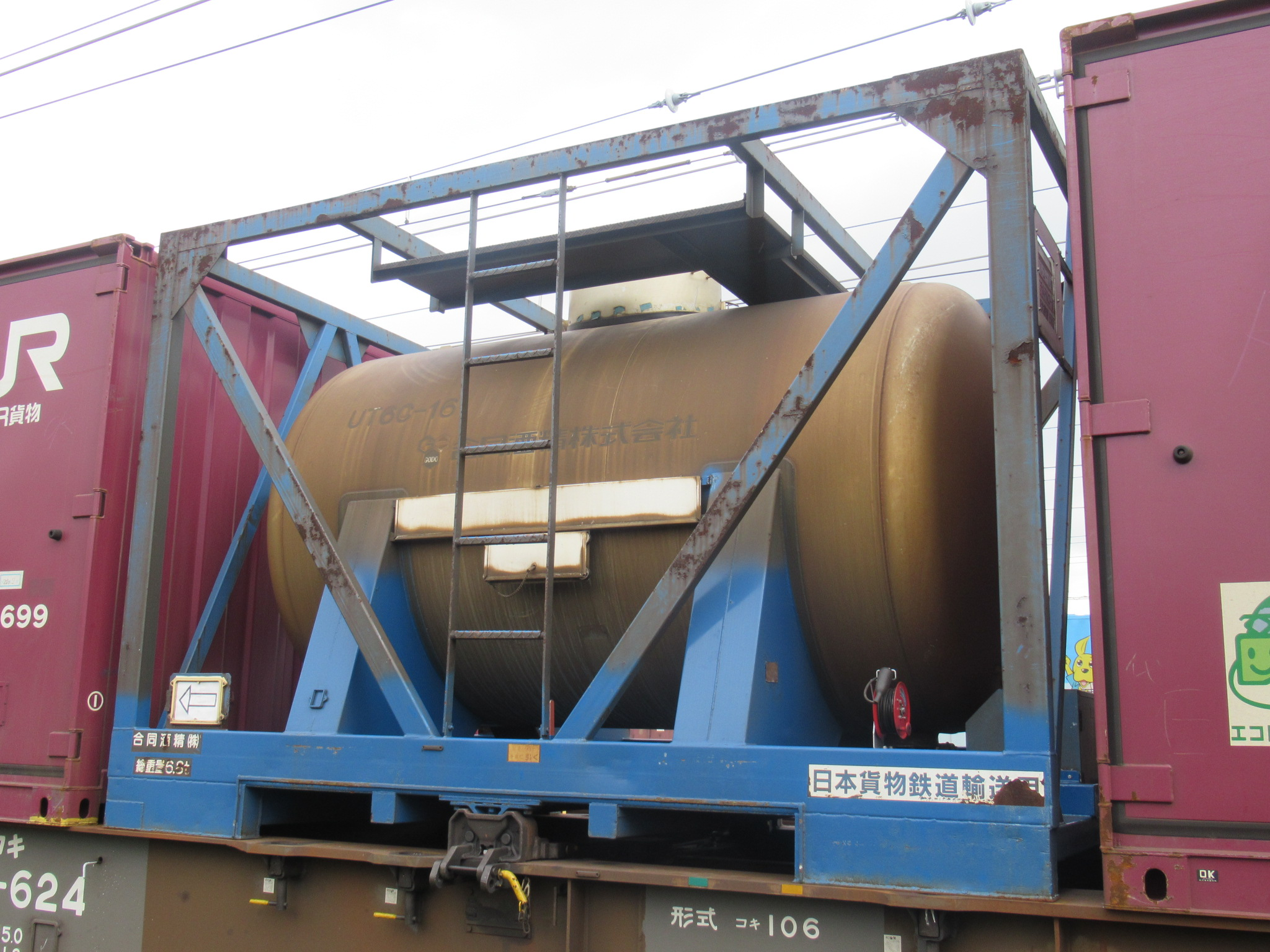
UT6C-16 合同酒精所有。

18 - 19
日本石油輸送所有。アリルアミン専用。総重量6.8t。
- UT6C-18 ＪＯＴ日本石油輸送所有。
愛媛／新居浜駅（2010年2月20日撮影）。